# ستيفاني بليك
ستيفاني بليك (بالإنجليزية: Stéphanie Blake؛ بالفرنسية: Stéphanie Blake) هي كاتِبة وكاتبة للأطفال فرنسية وأمريكية، ولدت في 1968 في نورثفيلد في الولايات المتحدة.

## وصلات خارجية
- ستيفاني بليك على موقع ميوزك برينز (الإنجليزية)